# Virgilio Corbo
Padre Virgilio Corbo, al secolo Canio Corbo (Avigliano, 8 luglio 1918 – Cafarnao, 6 dicembre 1991) è stato un francescano e archeologo italiano.

## Biografia
Francescano dell'Ordine dei Frati Minori, si trasferì in Palestina nel 1928 per diventare allievo presso lo Studium Biblicum Franciscanum: difatti si era laureato a Roma in studi orientalistici. Qui svolse la sua attività archeologica, spesso assieme al francescano Stanislao Loffreda, in particolare effettuando diversi scavi nei siti della Terra santa: a Betlemme tra il 1946 ed il 1954, sul Monte degli Ulivi nel 1959, all'Herodion di Betlemme tra il 1962 e il 1967. Proseguì gli scavi in un'altra fortezza erodiana, più precisamente presso Macheronte, dal 1967 al 1981, ed in seguito in una basilica bizantina e nel monastero del monte Nebo e nell'antica città di Magdala. È noto in particolare per aver ritrovato nella città di Cafarnao una casa del I secolo a.C., attribuita in seguito all'apostolo Pietro, sulla quale venne poi costruita una chiesa dedicata al santo.